# Mordellina guttulata
Mordellina guttulata är en skalbaggsart som först beskrevs av Helmuth 1864.  Mordellina guttulata ingår i släktet Mordellina och familjen tornbaggar. Inga underarter finns listade i Catalogue of Life.